# Ivan Kula
Ivan Kula (izvirno srbsko Иван Кула) je naselje v Srbiji, ki upravno spada pod Občino Kuršumlija; slednja pa je del Topliškega upravnega okraja.

## Demografija
V naselju, katerega izvirno (srbsko-cirilično) ime je Иван Кула, živi 35 polnoletnih prebivalcev, pri čemer je njihova povprečna starost 50,3 let (48,2 pri moških in 52,4 pri ženskah). Naselje ima 19 gospodinjstev, pri čemer je povprečno število članov na gospodinjstvo 2,05.
To naselje je popolnoma srbsko (glede na rezultate popisa iz leta 2002).
|  |

| Demografija | Demografija     | Demografija     |
| Leto        | Št. prebivalcev | Št. prebivalcev |
| ----------- | --------------- | --------------- |
|             |                 |                 |
|             |                 |                 |
|             |                 |                 |
|             |                 |                 |
| 1948        | 373             |                 |
| 1953        | 399             |                 |
| 1961        | 340             |                 |
| 1971        | 205             |                 |
| 1981        | 118             |                 |
| 1991        | 85              | 85              |
| 2002        | 39              | 39              |
|             |                 |                 |

| Etnična sestava po popisu iz leta 2002 | Etnična sestava po popisu iz leta 2002 | Etnična sestava po popisu iz leta 2002 | Etnična sestava po popisu iz leta 2002 | Etnična sestava po popisu iz leta 2002 |
| -------------------------------------- | -------------------------------------- | -------------------------------------- | -------------------------------------- | -------------------------------------- |
| Srbi                                   | Srbi                                   |                                        | 39                                     | 100,0%                                 |
| Neznano                                | Neznano                                |                                        | 0                                      | 0,0%                                   |